# Breda costruzioni ferroviarie
Pour les articles homonymes, voir Breda (homonymie).
 (avril 2023).
Si vous disposez d'ouvrages ou d'articles de référence ou si vous connaissez des sites web de qualité traitant du thème abordé ici, merci de compléter l'article en donnant les références utiles à sa vérifiabilité et en les liant à la section « Notes et références ».
Breda costruzioni ferroviarie, ou Breda C.F., est un ancien important constructeur italien de matériel roulant ferroviaire. Fondé en 1906, Breda C.F. fait partie du Groupe Ernesto Breda qui appartient à l'État italien à travers ses holdings publiques successives EFIM, puis Finmeccanica qui le regroupe sous l'égide AnsaldoBreda.

## Historique
La division matériel ferroviaire du groupe de mécanique lourde Breda, Breda Costruzioni Ferroviarie SpA a été créée en 1906 à Pistoia sous le nom d'origine « Officine San Giorgio » pour assurer la fabrication de voitures à chevaux puis de carrosseries automobiles et enfin la réparation de matériel ferroviaire. 
En 1952, Breda C.F. présente l'ETR 300, un nouveau concept de train sous forme de rame électrique rapide plus connue sous le nom de Settebello. 
La société change ensuite de raison sociale et devient Officine Meccaniche Ferroviarie Pistoiesi puis sera rachetée par le groupe Aerfer.
En 1989, dans le cadre de la réorganisation des participations publiques au sein de la holding EFIM, la société sera rachetée à Aviofer. La même année, le groupement TREVI sera constitué avec d'autres partenaires. 
En 1996, avec la disparition de l'EFIM, le groupe sera intégré dans Finmeccanica. Depuis 2000, au sein du groupe Finmeccanica, Breda sera intégrée dans Ansaldo Trasporti pour créer Ansaldo Breda S.p.A. 

## Le groupe Breda
Les principales sociétés qui composaient le groupe Breda, avant sa fusion avec Ansaldo Trasporti étaient :
- Sofer Officine Ferroviarie S.p.A.
- Imesi - Industriale Metalmeccaniche Siciliane S.p.A.
- Breda Transportation Incorporation
- BredaMenarinibus S.p.A.